# Семёновское кладбище
Семёновское кла́дбище — крупнейший в мире военный некрополь, бывшее кладбище, до 1935 одно из самых крупных и известных мест погребения усопших в Москве.
Находится в районе Соколиная Гора, Восточного административного округа города Москвы (Измайловское шоссе, 2). По решению Мосгордумы от 12 сентября 2011 года на сохранившейся от застройки территории кладбища будет возведён военный мемориал.

## История

### Ранние годы
Семёновское кладбище было единственным «нечумным» из дореволюционных кладбищ, расположенных за Камер-Коллежским валом.
Задолго до 1771 года на этом месте существовал сельский погост, приписанный к Введенской церкви в Семёновском.
В начале XX века здесь ещё находилось несколько плит XVII столетия. На самой старой из них стояла дата «от сотворения мира», соответствующая 1641 году.
После эпидемии чумы, в 1770-х годах было создано семь православных кладбищ, общей площадью в 76 десятин, к 1887 году разросшихся до 135 десятин: Дорогомиловское, Ваганьковское, Даниловское, Калитниковское, Миусское, Пятницкое и Семёновское и два старообрядческих кладбища: Преображенское и Рогожское. Семёновское кладбище было единственным «нечумным» среди этих кладбищ.
До 1855 года на этом кладбище не было храма, а само кладбище было приписано к храму Введения Пресвятой Богородицы в селе Семёновском (ныне храм уничтожен — см.: Список храмов, упразднённых советской властью).
В 1855 году на средства московского купца Михаила Николаевича Мушникова и других вкладчиков был построен каменный храм во имя Воскресения Христова, и с этого времени кладбище сделалось самостоятельным.

### Военное кладбище
После 1812 года часть территории Семёновского кладбища была специально выделена и занята для погребений героев и воинов Отечественной войны 1812 года.
На кладбище погребали умерших от ранений в Лефортовском военном госпитале и лазаретах солдат, офицеров и ветеранов как Отечественной войны 1812 года так и последующих войн, вплоть до Первой мировой войны — на южной окраине кладбища был выделен специальный участок, где, как писал историк А. Саладин, «все могилы, как солдаты в строю, вытянулись стройными рядами, где все кресты сделаны по одной форме и даже надписи на них одного образца…»
Мысль о специальном выделении из московского некрополя воинских захоронений была озвучена в конце 1880-х годов, причём особый упор был сделан на нравственный аспект проблемы, на необходимость особого подхода городских властей к погребению «честных слуг Государя и Отечества». В 1888 году Московская городская дума впервые обсуждала вопрос об устройстве специальных военных кладбищ в Москве. В 1890 году было благоустроено отдельное Военное образцово-показательное кладбище.
К 1915 году, на второй год войны, оно переполнилось, ведь Московский военный госпиталь должен был принимать всех раненых с пропускаемых транзитом через Москву военно-санитарных поездов, причем наиболее тяжёлых раненых и больных. Всего за Первую мировую войну через него прошло 376 тысяч раненых, и даже если учесть, что летальность составляла 1 % (в ведь были и те, которые прибывали уже умершими), — это десятки тысяч захороненных. Именно из-за такой нагрузки по ходатайству великой княгини Елизаветы Феодоровны Романовой было организовано Братское кладбище — это в районе нынешней станции метро «Сокол».
В госпиталь поступали не только раненые, но и уже умершие, — те, кто не смог перенести тяготы эвакуации. Самыми загруженными периодами для госпиталя стали времена военных действий: Отечественной войны 1812 года, Русско-японской 1904—1905 годов, Первой мировой 1914—1918 гг. Госпиталь обязан был организовать отпевание и погребение всех умерших: на его территории была не только часовня для отпевания православных, но и отдельная — для иноверцев-католиков с небольшим органом. До 1917 года в штате Московского военного госпиталя официально числился органист — настолько серьёзно в Российской империи относились к отданию воинских почестей.
В госпиталь продолжали поступать раненые и погибшие и в Гражданскую войну: белогвардейцам и красногвардейцам тоже находили место на Семёновском кладбище. На территории некрополя есть массовые немецкие захоронения. На соседнем Введенском были погребены только протестанты, немцев-католиков там не захоранивали, они все на Семёновском — но на этом месте сейчас проходит троллейбусный круг. Именно с их могил советские власти начали разрушение некрополя в 1940—1950-е годы. Официально кладбище было закрыто в 1931 году, но и после народ продолжал подхоранивать своих родственников.

### Закрытие кладбища
Кладбищенский храм Воскресения Христова был закрыт в 1929 году, а контора кладбища функционировала в здании храма до 1941 года. Позже здание неоднократно перестраивалось и до 1992 года использовалось как производственное помещение.
В 1932 году кладбище было закрыто для захоронений. Большая часть останков была перенесена на ближайшее — Преображенское кладбище. Ликвидация кладбища велась поэтапно: надгробия в южной части кладбища включая военный некрополь сносились в 1937-46 годах. Могилы в северной части кладбища, где расположен храм, просуществовали до 1966 года..
Разрушение кладбища началось под видом очистки территории для строительства корпусов завода «Салют». Ветеран Великой Отечественной войны, критик и прозаик Владимир Кардин в своих воспоминаниях писал, что через несколько дней после начала войны многих московских студентов, включая его самого, вызвали в комитет комсомола и объявили мобилизацию на рытьё котлована для большого авиационного завода; им дали лопаты и повели на кладбище. Задача формулировалась достаточно просто: рыть котлован и не обращать внимания на могилы. Иной раз останки лежали в два-три слоя. Лопаты сокрушали гробы и все, что в них находилось; когда там обнаруживали клады — стеклянные банки с драгоценностями и золотыми монетами, — вызывали дежурившего неподалёку милиционера и передавали ему находку. При этом, когда рытьё котлована ещё не было окончено, студентов перебрасывали на другой участок, и так до бесконечности. Затем очевидцы рассказали, что вырытые котлованы закапывали другие бригады, а на вопросы о строительстве завода отвечали: предприятие предстоит эвакуировать.
Сохранились воспоминания студентки исторического факультета Педагогического института об участии в разрушении Семёновского кладбища в 1955 году. Их курс отправляли на субботники на Семёновское кладбище, где выдавались лопаты, которыми они ломали и крушили надгробия на могилах рядом с храмом. Она писала: «И попробуй откажись! Сегодня вспоминать об этом так стыдно и страшно». В конце 1950-х годов вся местность до Яузы была заполнена черепами и костями москвичей и воинов — героев Отечества.
В начале 1960-х годов по части могил Семёновского кладбища прорыли большую теплотрассу — местные жители до сих пор вспоминают, как в глубоком котловане лежали груды костей, а также множество офицерских и солдатских кителей, шинелей, с наградами — и в очень хорошем состоянии.

## Современность
К началу XXI века территория кладбища разделена на две неравные части проложенным по нему Семёновским проездом с трамвайными путями.
С северо-западной стороны от Семёновского проезда на части территории кладбища разбит парк, в земле которого и сегодня можно найти остатки могильных плит.
А с юго-восточной стороны от Семёновского проезда находится большая часть бывшей территории кладбища, включающая и бывшее Военное кладбище — захоронения погибших героев и воинов Отечественной войны 1812 года, где сегодня размещаются корпуса и цеха ФГУП «ММПП „Салют“».
В начале 1990-х годов Храм Воскресения Христова на бывшем Семёновском кладбище был передан Русской Православной Церкви, восстановлен из руин, и сегодня в нём регулярно проходят богослужения.
12 сентября 2011 года Московская городская дума решила превратить бывшее Семёновское кладбище в военный мемориал. Обращение Союза краеведов России о прекращении строительных работ на территории бывшего Семёновского кладбища и об увековечении памяти захороненных там российских воинов рассмотрено на совместном заседании двух комиссий — по культуре и массовым коммуникациям и по делам общественных объединений и религиозных организаций. Поскольку часть территории кладбища не застроена, депутаты решили, что имеются все основания для придания этой территории статуса достопримечательного места с последующим возведением мемориала.
В 2011 году был положен закладной камень Фонда славянской письменности и культуры, к 200-летнему юбилею победы в Отечественной войне 1812 года и к 100-летию начала Первой мировой войны здесь проводились памятные мероприятия.

## Известные люди, которые были похоронены на Семёновском кладбище
Историк А. Т. Саладин в 1916 году писал: «Памятники Семеновского кладбища более чем просты, почти бедны, надписи на них не будят никаких воспоминаний». Несмотря на то, что здесь имелось несколько могил довольно известных и высокопоставленных людей, кладбище никогда не считалось престижным местом захоронения.
- Белопольский, Аполлон Григорьевич (1820—1883) — философ.
- Белоусов, Иван Алексеевич (1863—1930) — поэт, писатель, москвовед.
- Вильде, Николай Евстафьевич (1832—1896) — артист московского Малого театра.
- Виноградов, Иоанн Григорьевич (1826—1901) — московский протоиерей, миссионер, настоятель Храма прп. Сергия Радонежского в Рогожской слободе.
- Жерве, Владимир Константинович (1833—1900) — генерал от инфантерии, участник Крымской и Русско-турецкой войны 1877—1878 годов.
- Згура, Владимир Васильевич (1903—1927) — искусствовед, историк искусства, москвовед, после был перезахоронен на Преображенское кладбище.
- Мелхиседек (Паевский) (1879—1931) — архиепископ Енисейский и Красноярский (в миру Паевский Михаил Львович), после был перезахоронен на Преображенское кладбище.
- Мушников, Михаил Николаевич — московский купец, на средства которого был выстроен Храм Воскресения Христова на бывшем Семёновском кладбище.
- Никанор (Кудрявцев) (1884—1923) — епископ Богородский (единоверческий) викарий Московской епархии (в миру Кудрявцев Николай Павлович), настоятель Московского Никольского единоверческого монастыря.
- Полежаев, Александр Иванович (1804—1838) — русский поэт.
- Сергиевский, Александр Алексеевич (1802—1877) — протоиерей, первый настоятель Храм Воскресения Христова на бывшем Семёновском кладбище.
- Сергиевский, Николай Александрович (1827—1892) — протопресвитер Успенского собора в Кремле, настоятель университетского храма мученицы Татианы и профессор богословия, логики и психологии Московского университета.
- Сикстель, Константин Васильевич (1826—1899) — генерал-лейтенант, начальник артиллерии Московского военного округа.
- Сильвестр (Братановский) (1871—1932) — архиепископ Калужский и Боровский.
- Цеймерн, Николай Карлович (1800—1875) — русский генерал-лейтенант, участник Кавказской войны.
- Цеймерн, Гликерия Алексеевна (09.05.1785 — 17.01.1853) — начальница Сиротского приюта при Московском Воспитательном Доме